# Tepetitlán
Esta página se refiere a una localidad. Para el municipio homónimo véase Municipio de Tepetitlán
Tepetitlán es una localidad mexicana, cabecera del municipio de Tepetitlán, en el estado de Hidalgo.

## Geografía
Se localiza al centro sur del estado de Hidalgo, entre los paralelos 21°11'12” de latitud norte, a los 99°22'50" de longitud oeste, con una altitud de 2019 metros sobre el nivel del mar. Se ubica dentro de la región conocida como el Valle del Mezquital, su clima corresponde al propio de la zona, presenta en promedio una precipitación pluvial de 565 mm y una temperatura media anual de 18 °C.

## Demografía
En 2010 registró una población de 836 personas, lo que corresponde al 8.41% de la población municipal. De los cuales 392 son hombres y 444 son mujeres. Tiene 232 viviendas particulares habitadas, un grado de marginación de la localidad bajo y un grado de rezago social de la localidad muy bajo.